# Diaspis syriaca
Diaspis syriaca är en insektsart som beskrevs av Karl Hermann Leonhard Lindinger 1912. Diaspis syriaca ingår i släktet Diaspis och familjen pansarsköldlöss. Inga underarter finns listade i Catalogue of Life.